# 聖博德主教座堂 (巴拉馬打)
聖博德主教座堂（英語：St Patrick's Cathedral）是天主教巴拉马打教区的主教座堂，位于澳大利亚新南威尔士州巴拉马打市。
该堂创建于1803年。1986年成立巴拉马打教区，该堂遂升为主教座堂。1996年大火后，委托曾负责堪培拉澳洲国会大厦的建筑师罗纳多·久尔格拉（Romaldo Giurgola）设计重建。 2003年11月29日新堂祝圣。设计获得 2003年澳洲建筑学会颁发的 Zelman Cowen爵士奖。